# Willem Kieft
Willem Kieft (ur. we wrześniu 1597 w Amsterdamie, zm. 27 sierpnia 1647) – gubernator Nowych Niderlandów. Zasłynął okrucieństwem wobec Indian Wappinger.

## Życiorys
Urodził się w rodzinie prowadzącej działalność kupiecką w Amsterdamie w Holandii. W 1630 przeniósł się do La Rochelle we Francji. Nie odniósł jednak sukcesów w interesach i przeniósł się do Turcji, gdzie trudnił się wykupywaniem z niewoli jeńców chrześcijańskich. Wobec braku funduszy nie udało mu się rozwinąć działalności na szerszą skalę.
W maju 1637 Kompania Zachodnioindyjska doprowadziła do odwołania gubernatora Nowych Niderlandów Woutera Van Twillera. Stanowisko to powierzono Kieftowi, który w ten sposób został piątym z kolei gubernatorem tej kolonii. Kieft udał się do Ameryki w 1637 roku. Do Nowego Amsterdamu (dzisiejszy Nowy Jork) dotarł 26 marca. Miasto znajdowało się wówczas w trudnej sytuacji. Umocnienia były zniszczone i tylko jeden okręt nadawał się do użytku. Nowy gubernator przystąpił natychmiast do działań mających na celu usprawnienie administracji i wzmocnienie kolonii. Kieft rozpoczął również zdecydowane działania przeciwko sąsiednim plemionom indiańskim. W 1641 roku podjął próbę zmuszenia mieszkających w pobliżu Nowego Amsterdamu Indian Raritan do płacenia miastu trybutu. Indianie odmówili i rozpoczęli wojnę z osadnikami. Wojna trwała z krótkimi przerwami przez kolejne cztery lata.
Kieft utrzymywał kontakty handlowe z Indianami z potężnego plemienia Mohawków. Mohawkowie usiłowali podporządkować sobie plemię Wappingerów. Wappingerowie wycofali się w okolicę Nowego Amsterdamu prosząc Kiefta o pomoc. Kieft nie tylko odmówił pomocy, ale skierował przeciw Wappingerom oddziały Mohawków i własne siły. W nocy z 25 na 26 lutego 1643 roku doszło do krwawej rzezi, podczas której wymordowano Wappingerów nie oszczędzając kobiet i dzieci. Głowy osiemdziesięciu zabitych przywieziono do Nowego Amsterdamu, gdzie koloniści grali nimi w piłkę. Około trzydziestu jeńców zamordowano w mękach.
Stan ciągłej wojny z Indianami i związane z tym trudności gospodarcze spowodowały wśród kolonistów wzrost nastrojów niechęci do gubernatora i jego polityki. Kieft w odpowiedzi wprowadził zakaz zgromadzeń publicznych, a wcześniej jeszcze (w 1642 roku) rozwiązał radę administracyjną. Dalsze niepowodzenia w walkach z Indianami spowodowały w końcu jego upadek. W 1645 roku władze Holenderskie odwołały go ze stanowiska gubernatora. Nowym gubernatorem został Peter Stuyvesant. W sierpniu 1647 roku Kieft wyruszył w drogę powrotną do Holandii. Jednak 27 sierpnia 1647 jego okręt rozbił się u wybrzeży Wielkiej Brytanii, sam Kieft zginął w katastrofie.